# 대한민국 국회 농림축산식품해양수산위원회
농림축산식품해양수산위원회(農林畜産食品海洋水産委員會, 영어: Agriculture, Food, Rural Affairs, Oceans and Fisheries Committee)는 농림·축산·식품·해양에 관한 국회의 의사결정기능을 실질적으로 수행하는 국회 상임위원회이다.

## 설치 근거 및 소관 업무

### 설치 근거
- 국회법 [법률 제11717호, 2013.03.23 일부개정] 제37조[1]

### 소관 업무
- 농림축산식품부와 해양수산부의 소관에 속하는 의안과 청원 등의 심사, 기타 법률에서 정하는 직무를 수행한다.

## 연혁
- 1951년 3월 15일: 농림위원회를 설치.
- 1973년 3월 3일: 농림위원회를 농수산위원회로 개편.
- 1988년 6월 15일: 농수산위원회를 농림수산위원회로 개편.
- 1996년 8월 8일: 농림수산위원회를 농림해양수산위원회로 개편.
- 2008년 8월 25일: 농림해양수산위원회를 농림수산식품위원회로 개편. 해양 업무는 국토해양위원회로 이관.
- 2013년 3월 23일: 해양 업무를 이관받아 농림수산식품위원회를 농림축산식품해양수산위원회로 개편.

## 직무
- 법률안 심사
- 예산안 및 기금운용계획안 심사
- 세입세출결산 및 기금결산, 예비비지출 승인의 건 심사
- 결의안 심사
- 청원 등 심사

## 소관 부처
- 농림축산식품부
  - 농촌진흥청
  - 산림청
- 해양수산부
  - 해양경찰청

## 위원 명단
| 위원정수 | 현원   | 더불어민주당                       | 국민의힘                         | 진보당            |
| 19       | 19     | 7                                  | 7                                | 1                 |
| -------- | ------ | ---------------------------------- | -------------------------------- | ----------------- |
| 위원장   | 위원장 | 어기구 -충남 당진시                |                                  |                   |
| 간사     | 간사   | 이원택 - 전북 군산시김제시부안군을 | 정희용 - 경북 고령군성주군칠곡군 |                   |
| 위원     | 위원   |                                    |                                  | 전종덕 - 비례대표 |

### 소위원회
| 소위원회                           | 소위원회 | 의원         | 의원     | 의원   | 의원 |
| 소위원회                           | 소위원회 | 더불어민주당 | 국민의힘 | 무소속 |      |
| ---------------------------------- | -------- | ------------ | -------- | ------ | ---- |
| 농림축산식품법안심사소위원회 (5인) | 소위원장 |              |          |        |      |
| 농림축산식품법안심사소위원회 (5인) | 소위원   |              |          |        |      |
| 해양수산법안심사소위원회 (5인)     | 소위원장 |              |          |        |      |
| 해양수산법안심사소위원회 (5인)     | 소위원   |              |          |        |      |
| 예산안및결산심사소위원회 (7인)     | 소위원장 |              |          |        |      |
| 예산안및결산심사소위원회 (7인)     | 소위원   |              |          |        |      |
| 청원심사소위원회 (7인)             | 소위원장 |              |          |        |      |
| 청원심사소위원회 (7인)             | 소위원   |              |          |        |      |
| 농협발전소위원회 (5인)             | 소위원장 |              |          |        |      |
| 농협발전소위원회 (5인)             | 소위원   |              |          |        |      |

## 소관 법률

### 농림축산식품부

#### 기획 관련 법률
- 농어촌구조개선특별회계법

#### 농촌 관련 법률
- 농어업·농어촌 및 식품산업 기본법
- 농어촌정비법
- 농어업인 삶의 질 향상 및 농어촌지역 개발촉진에 관한 특별법
- 한국농어촌공사 및 농지관리기금법
- 농어업경영체 육성 및 지원에 관한 법률
- 한국농수산대학설치법
- 여성농어업인육성법
- 도시와 농어촌간의 교류촉진에 관한 법률
- 농업인등의 농외소득 활동지원에 관한법률

#### 농업 관련 법률
- 자유무역협정 체결에 따른 농어업인 등의 지원에 관한 특별법
- 간척지의 농업적 이용 및 관리에 관한 법률
- 농지법
- 농업협동조합법
- 농업협동조합의 구조개선에 관한 법률
- 농어업인 부채경감에 관한 특별조치법
- 농어업재해보험법
- 농어업재해대책법
- 농림수산식품투자조합 결성 및 운용에 관한 법률
- 쌀소득 등의 보전에 관한 법률
- 농업소득의 보전에 관한 법률(‘15.1.1.시행)

#### 식량 관련 법률
- 양곡관리법
- 쌀가공산업 육성 및 쌀 이용 촉진에 관한 법률
- 농업기계화촉진법
- 방조제관리법
- 농업생산기반시설 및 주변지역 활용에 관한 특별법

#### 국제협력 관련 법률
- 해외농업개발협력법
- 식물방역법

#### 축산 관련 법률
- 축산법
- 한국마사회법
- 말산업육성법
- 전통소싸움경기에관한법률
- 도축장 구조조정법
- 초지법
- 사료관리법
- 낙농진흥법
- 축산자조금의 조성 및 운용에 관한 법률
- 축산계열화사업에 관한 법률
- 가축전염병예방법
- 수의사법
- 공중방역수의사에 관한 법률
- 동물보호법
- 한국진도개보호.육성법
- 소 및 쇠고기 이력추적에 관한 법률

#### 유통 관련 법률
- 한국농수산식품유통공사법
- 농수산물유통 및 가격안정에 관한 법률
- 인삼산업법
- 농수산자조금의 조성 및 운용에 관한 법률

#### 소비과학 관련 법률
- 농수산물품질관리법
- 농수산물의 원산지 표시에 관한 법률
- 농약관리법
- 농림수산식품과학기술 육성법
- 종자산업법
- 식물신품종 보호법
- 농수산생명자원의 보존.관리 및 이용에 관한 법률
- 곤충산업의 육성 및 지원에 관한 법률
- 기능성양잠산업 육성 및 지원에 관한 법률
- 도시농업의 육성 및 지원에 관한 법률
- 친환경농어업육성 및 유기식품 등의 관리.지원에 관한 법률
- 비료관리법
- 식생활교육지원법

### 해양수산부

#### 해양정책 소관 법률
- 해양수산발전기본법
- 한국해양소년단연맹육성에 관한 법률
- 2012여수세계박람회 지원특별법
- 해양심층수의 개발 및 관리에 관한 법률
- 남극활동 및 환경보호에 관한 법률
- 한국해양과학기술원법
- 공유수면 관리 및 매립에 관한 법률
- 연안관리법
- 해양환경관리법
- 습지보전법
- 해양생태계의 보전 및 관리에 관한 법률
- 해양생명자원의 확보관리 및 이용에 관한 법률
- 독도의 지속가능한 이용에 관한 법률
- 무인도서의 보전 및 관리에 관한 법률
- 측량수로조사 및 지적법
- 해양과학조사법
- 원양산업발전법

#### 수산정책 관련 법률
- 농림수산식품투자조합 결성 및 운용에 관한 법률
- 자유무역협정체결에 따른 농어업인 등의 지원에 관한 특별법
- 수산업협동조합법
- 수산업협동조합의 구조개선에 관한 법률
- 염업조합법
- 소금산업진흥법
- 농수산물유통 및 가격안정에 관한 법률
- 농수산물의 원산지 표시에 관한 법률
- 식품산업진흥법
- 어선원및어선재해보상보험법
- 여성농어업인 육성법
- 수산과학기술진흥을 위한 시험연구 등에 관한 법률
- 농어업.농어촌 및 식품산업 기본법
- 농어업경영체 육성 및 지원에 관한 법률
- 농어업인 삶의 질 향상 및 농어촌지역 개발촉진에 관한 특별법
- 농림수산식품과학기술 육성법
- 농어업재해보험법
- 수산업법
- 어선법
- 연근해어업의 구조개선 및 지원에 관한 법률
- 어업자원보호법
- 낚시 관리 및 육성법
- 수산자원관리법
- 배타적 경제수역에서의 외국인어업 등에 대한 주권적 권리의 행사에 관한 법률
- 농수산자조금의 조성 및 운용에 관한 법률
- 농수산물 품질관리법
- 수산생물질병 관리법
- 농어업재해대책법
- 친환경농어업육성 및 유기식품 등의 관리지원 법률
- 종자산업법
- 식물신품종 보호법
- 농수산생명자원의 보존·관리 및 이용에 관한 법률
- 내수면어업법
- 어장관리법
- 도시와 농어촌 간의 교류촉진에 관한 법률
- 어촌특화발전지원 특별법
- 농어촌정비법
- 어촌·어항법

#### 해운물류 관련 법률
- 해운법
- 국제선박등록법
- 선주상호보험조합법
- 선박투자회사법
- 한국해운조합법
- 선박관리산업발전법
- 한국해양수산연수원법
- 선원법
- 선박직원법
- 항만공사법
- 물류정책기본법
- 개항질서법
- 도선법
- 항만운송사업법
- 항만인력공급체제의 개편을 위한 지원특별법

#### 해사안전 관련 법률
- 선박법
- 선박등기법
- 자동차 등 특정동산 저당법
- 국제항해선박 및 항만시설의 보안에 관한 법률
- 유류오염손해배상 보장법
- 해사안전법
- 선박안전법
- 선박평형수 관리법
- 선박및해상구조물에대한위해행위의처벌등에관한법률
- 항로표지법

#### 항만 관련 법률
- 항만법
- 신항만건설촉진법
- 마리나항만의 조성 및 관리 등에 관한 법률

#### 별도조직 관련 법률
- 해양사고의 조사 및 심판에 관한 법률
- 허베이 스피리트호 유류오염사고 관련 특별법

### 농촌진흥청
- 한국4에이치활동 지원법
- 농촌진흥법

### 산림청
- 산림기본법
- 탄소흡수원 유지 및 증진에 관한 법률
- 산림자원의 조성 및 관리에 관한 법률
- 산지관리법
- 민간인 통제선 이북지역의 산지관리에 관한 특별법
- 목재의 지속가능한 이용에 관한 법률
- 임업 및 산촌 진흥촉진에 관한 법률
- 산림조합법
- 산림조합의 구조개선에 관한 법률
- 산림문화·휴양에 관한 법률
- 산림교육의 활성화에 관한 법률
- 국유림의 경영 및 관리에 관한 법률
- 백두대간보호에 관한 법률
- 사방사업법
- 소나무재선충병 방제특별법
- 청원산림보호직원 배치에 관한 법률
- 수목원조성 및 진흥에 관한 법률
- 산림보호법

### 해양경찰청
- 수난구호법
- 수상레저안전법
- 밀항단속법
- 해양경비법
- 경찰공무원 보건안전 및 복지 기본법